# هيثم بهنام بردى
هيثم بهنان جرجيس بردى، كاتب عراقي (ولد في أربيل 1 يوليو 1953م)، يشغل منصب رئيس تحرير مجلة (إنانا) التي تعني بشأن المرأة. ترجمت بعض قصصه إلى اللغة الإنجليزية، والهولندية، والفرنسية، والإيطالية، والسريانية. عضو اتحاد الأدباء العراقيين، وعضو اتحاد الكتاب العرب، وعضو نقابة الفنانين العراقيين، وعضو فخري مدى الحياة في دار نعمان للثقافة اللبنانية.

## النتاج الروائي
• “الغرفة 213″، 1987
• “مار بهنام وأخته سارة”، 2007
• “قديسو حدياب”، 2008
• “أحفاد أورشنابي”، 2015

## النتاجات الأخرى
• “حب مع وقف التنفيذ” (قصص قصيرة جدا)، 1989
• “الليلة الثانية بعد الألف” (قصص قصيرة جدا)، 1995
• “عزلة انكيدو” (قصص قصيرة جدا)، 2000
• “الوصية” (قصص قصيرة)، 2002
• “الحكيمة والصياد” (مسرحية للفتيان)، 2007
• “تليباثي” (قصص قصيرة)، 2008
• “التماهي” (قصص قصيرة جدا)، 2008
• “مع الجاحظ على بساط الريح” (سيرة قصصية للفتيان)، 2010
• “القصة القصيرة جداً/ الأعمال القصصية 1989–2008″، 2011
• “نهر ذو لحية بيضاء” (قصص قصيرة)، 2011
• “أرض من عسل” (قصص قصيرة)، 2012
• “العشبة” (مسرحية للفتيان)، 2013

## نقد ودراسات عن الروائي
• “حبة الخردل: دراسات نقدية عن تجربة القاص هيثم بهنام بردى في كتابة القصة القصيرة جداً”، إعداد وتقديم خالص ايشوع بربر، 2005
• “شعرية المكان في القصة القصيرة جداً– قراءة تحليلية في المجموعات القصصية لهيثم بهنام بردى”، د. نبهان حسون السعدون، 2012
• “تجليات الفضاء السردي– قراءة في سرديات هيثم بهنام بردى”، إعداد وتقديم: أ. د محمد صابر عبيد، 2012
• “أسماء في ذاكرة المدينة: هيثم بهنام بردى”، إعداد وتقديم وحوار نمرود قاشا، 2012
• “شباط ما زال بعيداً: دراسات نقدية في المجموعة القصصية أرض من عسل لهيثم بهنام بردى”، إعداد وتقديم: جوزيف حنا يشوع، 2012
• “الكون القصصي، تجليات السرد وآليات التمظهر، قراءة تحليلية في المجموعات القصصية لهيثم بهنام بردى”، محمد إبراهيم الجميلي، 2013
• “الثريا: دراسات نقدية عن تجربة القاص هيثم بهنام بردى في كتابة القصة القصيرة جداً”، إعداد وتقديم: خالص ايشوع بربر، 2014
• “جماليات تشكيل الوصف في القصة القصيرة، قراءة تحليلية في المجموعات القصصية لهيثم بهنام بردى، د. نبهان حسون السعدون، 2014
• “المهيمنات القرائية وفاعلية التشكيل السردي في مجموعة نهر ذو لحية بيضاء”، إعداد وتقديم ومشاركة: الدكتور خليل شكري هياس، 2014
• حاز الأستاذ محمد إبراهيم الجميلي على شهادة الماجستير بدرجة “جيد جداً” من كلية التربية الأساسية / جامعة الموصل بتأريخ 3/3/2013 عن رسالته الموسومة (السرد في قصص هيثم بهنام بردى القصيرة)
• حازت الأستاذة نادية نزهة سليمان على شهادة الماجستير بدرجة “امتياز” من كلية التربية للبنات/ جامعة تكريت، بتاريخ 17/ 2/ 2014 عن رسالتها الموسومة: (جماليات القصة القصيرة جداً/ هيثم بهنام بردى مثالاً)
• حاز الأستاذ همام حازم عطا على شهادة الماجستير بدرجة “جيد جداً عالي” من كلية الآداب/ جامعة تكريت، بتاريخ 11/1/2015 عن رسالته الموسومة (العتبات النصية في سرد هيثم بهنام بردى القصصي)
• حاز الأستاذ محمود ناصر نجم على شهادة الماستر بدرجة “امتياز” من كلية الآداب والعلوم الإنسانية- دائرة اللغة العربية وآدابها/ جامعة (بلمند) اللبنانية، بتاريخ 20/1/2016 عن رسالته الموسومة (المكان ودلالاته في روايات هيثم بهنام بردى)

## الجوائز
• جائزة ناجي نعمان الأدبية اللبنانية لعام 2006
• الجائزة الأولى في مسابقة القصة القصيرة التي أقامتها دار الشؤون الثقافية في وزارة الثقافة العراقية عام 2006 عن قصته القصيرة “النبض الأبدي”
• الجائزة الثانية في مسابقة وزارة الثقافة لمسابقة أدب الأطفال/ دار ثقافة الأطفال/ جائزة (عزي الوهاب للنص المسرحي) عام 2010 عن مسرحيته الموسومة (العشبة)
• الجائزة الثانية في مسابقة القصة القصيرة التي أقامها قصر الثقافة والفنون في محافظة صلاح الدين عام 2011 عن قصته الموسومة (الرسالة)
• شارك في الندوة العربية الأولى للقصة الشابة التي أقامتها مجلة الطليعة الأدبية في بغداد عام 1980
• شارك في ملتقى القصة العراقية في بغداد عام 1995
• شارك في ندوة الرواية العربية في بغداد عام 2002
• شارك في الملتقى الثالث للقصة القصيرة جداً في حلب عام 2005
• شارك في الملتقى الرابع للقصة العراقية (ملتقى د. علي جواد الطاهر) في بغداد 2008
• شارك في مهرجان الجواهري عام 2010 وعام 2012
• شارك في مؤتمر ثقافة الأطفال الدولي الأول في بغداد عام 2010
• شارك في معرض إيطاليا الدولي للكتاب في إيطاليا (مدينة تورينو) عام 2014، ألقى فيها محاضرة في “القاعة الزرقاء” عن الأدب السردي العراقي الحديث
• شارك في مؤتمر الرواية العراقية – دورة الروائي غائب طعمة فرمان، في بغداد عام 2016